# Augustus Saint-Gaudens
Augustus Saint-Gaudens (Dublin, 1 de março de 1848 – Cornish, 3 de agosto de 1907) foi um escultor estadunidense de ascendência irlandesa. É o criador da "Águia dupla" moeda de ouro de vinte dólares produzida pela Casa da Moeda dos Estados Unidos de 1907 a 1933. O último exemplar desta moeda foi leiloado em 2021 e arrematada por US$ 18,9 milhões.

## Vida
De uma família franco-irlandesa, Saint-Gaudens foi criado na cidade de Nova York. Ele viajou para a Europa para treinamento e estudo artístico. Depois que ele voltou para Nova York, ele alcançou grande sucesso de crítica por seus monumentos que comemoram os heróis da Guerra Civil Americana, muitos dos quais ainda permanecem. Saint-Gaudens criou obras como o Robert Gould Shaw Memorial em Boston Common, Abraham Lincoln: The Man, e grandes monumentos equestres para generais da Guerra Civil: General John Logan Memorial no Grant Park de Chicago e William Tecumseh Sherman na esquina da Central Park de Nova York. Além disso, ele criou a popular representação historicista do Puritano.

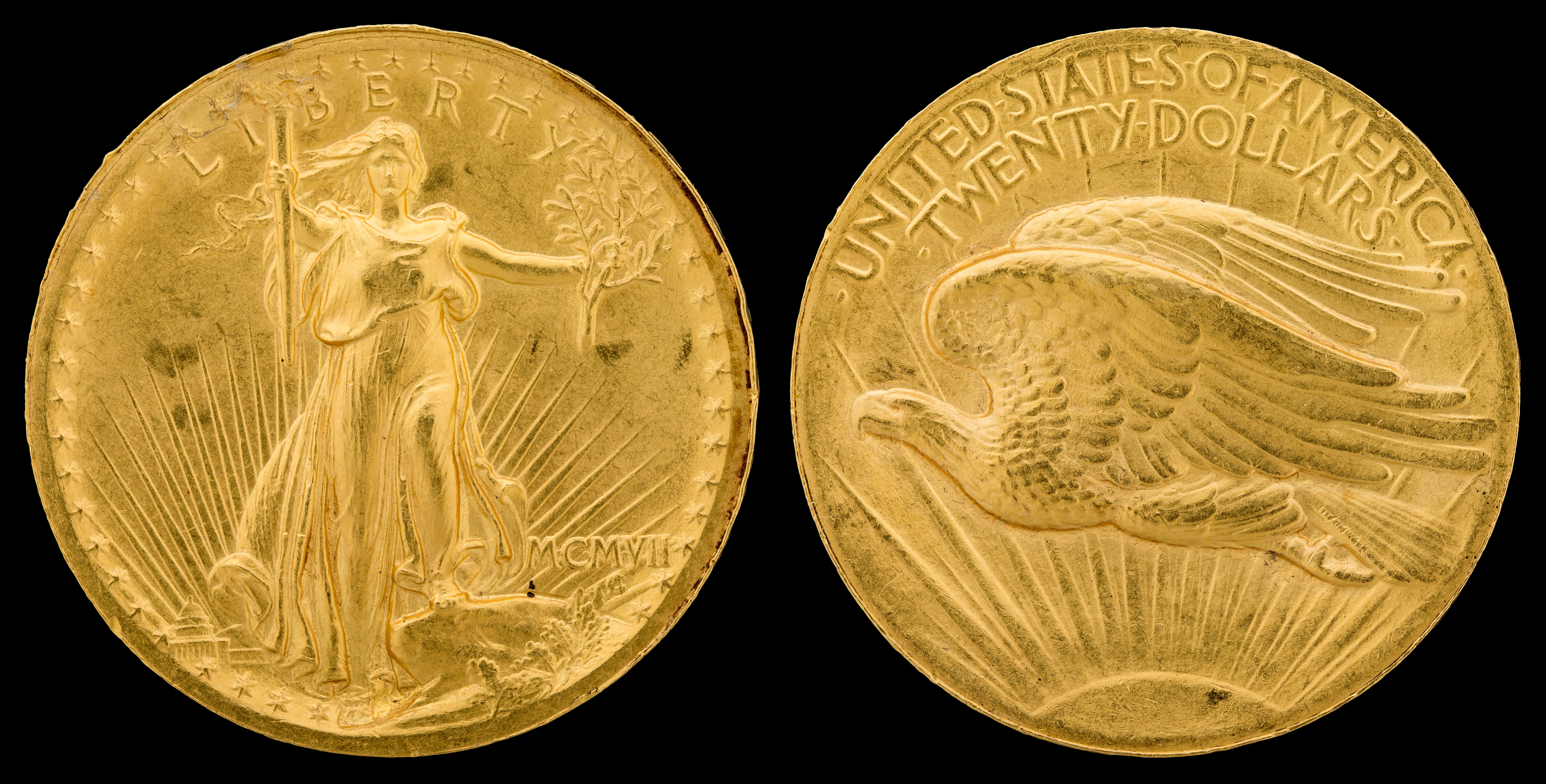
"Águia dupla"

Saint-Gaudens também criou obras clássicas como a Diana e empregou suas habilidades de design em numismática. Ele projetou a peça de ouro Saint Gaudens Double Eagle de $ 20 (1905–1907) para a Casa da Moeda dos Estados Unidos, considerada uma das mais belas moedas americanas já emitidas, bem como a águia de ouro "Indian Head" de $ 10; ambos foram cunhados de 1907 a 1933. Em seus últimos anos, ele fundou a "Cornish Colony", uma colônia de artistas em New Hampshire que incluía pintores, escultores, escritores e arquitetos notáveis. Seu irmão Louis Saint-Gaudens, com quem colaborou ocasionalmente, também foi um escultor conhecido.